# Kurji graben
Kurji graben je hudourniški gorski potok, ki izvira na jugovzhodnem pobočju gore Visoki Kurji vrh (1828 m) v Karavankah in se izliva v potok Belca, ta pa se pri naselju Belca pri Mojstrani kot levi pritok izliva v Savo Dolinko.